# ترانه‌شناسی اد شیرن
خواننده و ترانه‌پرداز انگلیسی، اد شیرن، تاکنون هفت آلبوم استودیویی، دو آلبوم گردآوری‌شده، هفده آلبوم چندآهنگه (ئی‌پی)، یک آلبوم ویدیویی، شصت و پنج تک‌آهنگ (از جمله بیست و هشت تک‌آهنگ به عنوان آرتیست همکار)، هشت تک‌آهنگ تبلیغاتی، یک باکس ست و هفتاد و یک موزیک ویدئو منتشر کرده است. شیرن ۲۰۰ میلیون رکورد در سطح جهانی فروخته است، که او را به یکی از پرفروش‌ترین هنرمندان تاریخ موسیقی تبدیل کرده است. طبق داده‌های آرآی‌ای‌ای، شیرن پانزدهمین هنرمند پرفروش تک‌آهنگ‌های دیجیتال در ایالات متحده با فروش معتبر ۱۰۳ میلیون نسخه است.

## آلبوم‌ها

### آلبوم‌های استودیویی
| عنوان                | جزئیات                                                                                             | بالاترین جایگاه جدول | بالاترین جایگاه جدول | بالاترین جایگاه جدول | بالاترین جایگاه جدول | بالاترین جایگاه جدول | بالاترین جایگاه جدول | بالاترین جایگاه جدول | بالاترین جایگاه جدول | بالاترین جایگاه جدول | بالاترین جایگاه جدول | فروش                                                                                | گواهی‌نامه‌ها |
| عنوان                | جزئیات                                                                                             | UK                   | AUS                  | CAN                  | DEN                  | FRA                  | GER                  | IRE                  | NZ                   | SWE                  | US                   | فروش                                                                                | گواهی‌نامه‌ها |
| -------------------- | -------------------------------------------------------------------------------------------------- | -------------------- | -------------------- | -------------------- | -------------------- | -------------------- | -------------------- | -------------------- | -------------------- | -------------------- | -------------------- | ----------------------------------------------------------------------------------- | --- |
| +                    | - انتشار: ۹ سپتامبر ۲۰۱۱ - ناشر: آتلانتیک، اسایلم - فرمت: سی‌دی، دانلود دیجیتال، وینیل، استریم      | ۱                    | ۱                    | ۵                    | ۱۳                   | ۴۴                   | ۱۲                   | ۱                    | ۱                    | ۱۹                   | ۵                    | - بریتانیا: ۲٬۷۸۶٬۵۵۰ - ایالات متحده: ۱٬۲۱۰٬۰۰۰                                     | - بی‌پی‌آی: ۹× پلاتین - ای‌آرآی‌ای: الماس - بی‌وی‌ام‌آی: ۳× طلا - جی‌ال‌اف: پلاتین - آی‌اف‌پی‌آی دانمارک: ۳× پلاتین - آی‌آرام‌ای: ۶× پلاتین - ام‌سی: ۵× پلاتین - آرآی‌ای‌ای: ۳× پلاتین - آرام‌ان‌زی: ۸× پلاتین - اس‌ان‌ئی‌پی: طلا |
| X                    | - انتشار: ۲۳ ژوئن ۲۰۱۴ - ناشر: آتلانتیک، اسایلم - فرمت: سی‌دی، دانلود دیجیتال، وینیل، استریم        | ۱                    | ۱                    | ۱                    | ۱                    | ۵                    | ۱                    | ۱                    | ۱                    | ۱                    | ۱                    | - بریتانیا: ۳٬۹۵۹٬۹۴۶ - کانادا: ۶۴۰٬۰۰۰ - فرانسه: ۲۵۰٬۰۰۰ - ایالات متحده: ۲٬۱۷۰٬۰۰۰ | - بی‌پی‌آی: ۱۳× پلاتین - ای‌آرآی‌ای: ۱۰× پلاتین - بی‌وی‌ام‌آی: ۴× پلاتین - جی‌ال‌اف: پلاتین - آی‌اف‌پی‌آی دانمارک: ۹× پلاتین - ام‌سی: الماس - آرآی‌ای‌ای: ۶× پلاتین - آرام‌ان‌زی: ۱۶× پلاتین - اس‌ان‌ئی‌پی: ۲× پلاتین           |
| ÷                    | - انتشار: ۳ مارس ۲۰۱۷ - ناشر: آتلانتیک، اسایلم - فرمت: سی‌دی، کاست، دانلود دیجیتال، وینیل، استریم   | ۱                    | ۱                    | ۱                    | ۱                    | ۱                    | ۱                    | ۱                    | ۱                    | ۱                    | ۱                    | - بریتانیا: ۴٬۳۳۳٬۲۱۱ - FRA: 494,600 - ایرلند: ۲۱٬۳۰۰ - US: 1,534,000               | - بی‌پی‌آی: ۱۴× پلاتین - ای‌آرآی‌ای: ۱۱× پلاتین - بی‌وی‌ام‌آی: ۵× پلاتین - جی‌ال‌اف: ۲× پلاتین - آی‌اف‌پی‌آی دانمارک: ۱۳× پلاتین - ام‌سی: الماس - آرآی‌ای‌ای: ۵× پلاتین - آرام‌ان‌زی: ۱۸× پلاتین - اس‌ان‌ئی‌پی: الماس           |
| شماره ۶ پروژه همکاری | - انتشار: ۱۲ ژوئیه ۲۰۱۹ - ناشر: آتلانتیک، اسایلم - فرمت: سی‌دی، دانلود دیجیتال، وینیل، استریم       | ۱                    | ۱                    | ۱                    | ۲                    | ۲                    | ۲                    | ۱                    | ۱                    | ۱                    | ۱                    | - بریتانیا: ۱٬۰۶۵٬۱۲۴ - FRA: 27,600 - ایالات متحده: ۲۵۱٬۰۰۰                         | - بی‌پی‌آی: ۳× پلاتین - ای‌آرآی‌ای: ۲× پلاتین - بی‌وی‌ام‌آی: پلاتین - آی‌اف‌پی‌آی دانمارک: ۳× پلاتین - ام‌سی: ۴× پلاتین - آرآی‌ای‌ای: پلاتین - آرام‌ان‌زی: ۵× پلاتین - اس‌ان‌ئی‌پی: پلاتین                                    |
| =                    | - انتشار: ۲۹ اکتبر ۲۰۲۱ - ناشر: آتلانتیک، اسایلم - فرمت: سی‌دی، کاست، دانلود دیجیتال، وینیل، استریم | ۱                    | ۱                    | ۱                    | ۱                    | ۱                    | ۱                    | ۱                    | ۱                    | ۱                    | ۱                    | - بریتانیا: ۱٬۱۵۹٬۶۶۰ - ایالات متحده: ۲۳۰٬۰۰۰                                       | - بی‌پی‌آی: ۳× پلاتین - ای‌آرآی‌ای: پلاتین - بی‌وی‌ام‌آی: پلاتین - آی‌اف‌پی‌آی دانمارک: ۳× پلاتین - ام‌سی: ۴× پلاتین - آرآی‌ای‌ای: پلاتین - آرام‌ان‌زی: ۴× پلاتین - اس‌ان‌ئی‌پی: ۳× پلاتین                                    |
| −                    | - انتشار: ۵ مه ۲۰۲۳ - ناشر: آتلانتیک، اسایلم - فرمت: سی‌دی، کاست، دانلود دیجیتال، وینیل، استریم     | ۱                    | ۱                    | ۲                    | ۲                    | ۱                    | ۱                    | ۱                    | ۱                    | ۱                    | ۲                    | - بریتانیا: ۲۰۵٬۷۵۶ - ایالات متحده: ۱۱۰٬۰۰۰                                         | - بی‌پی‌آی: طلا - آی‌اف‌پی‌آی دانمارک: طلا - ام‌سی: طلا - آرام‌ان‌زی: طلا - اس‌ان‌ئی‌پی: طلا |
| تغییرات پاییزی       | - انتشار: ۲۹ سپتامبر ۲۰۲۳ - ناشر: جینجربرد من - فرمت: سی‌دی، کاست، دانلود دیجیتال، وینیل، استریم    | ۱                    | ۱                    | ۴                    | ۲                    | ۵                    | ۱                    | ۲                    | ۲                    | ۳                    | ۴                    | - بریتانیا: ۶۸٬۱۳۴ - ایالات متحده: ۴۶٬۵۰۰                                           | - بی‌پی‌آی: نقره |

### آلبوم‌های ویدئویی
| Jumpers for Goalposts: Live at Wembley Stadium[A] | - انتشار: ۱۳ نوامبر ۲۰۱۵ - ناشر: آتلانتیک - فرمت: بلوری | ۴ | ۶ | ۱۶ | ۹۰ | ۹ |

یادداشت‌ها
- A^  The table includes positions on the music video charts, except for Germany where Jumpers entered the albums chart.

### آلبوم‌های گردآوری‌شده
| عنوان                   | جزئیات                                                                                         | بالاترین جایگاه جدول | بالاترین جایگاه جدول | بالاترین جایگاه جدول | بالاترین جایگاه جدول | بالاترین جایگاه جدول | بالاترین جایگاه جدول | بالاترین جایگاه جدول | گواهی‌نامه‌ها                      |
| عنوان                   | جزئیات                                                                                         | UK                   | AUS                  | CAN                  | GER                  | IRE                  | NZ                   | US                   | گواهی‌نامه‌ها                      |
| ----------------------- | ---------------------------------------------------------------------------------------------- | -------------------- | -------------------- | -------------------- | -------------------- | -------------------- | -------------------- | -------------------- | -------------------------------- |
| ۵                       | - انتشار: ۱۲ مه ۲۰۱۵ - ناشر: آتلانتیک، جینجربرد من - فرمت: سی‌دی، دانلود دیجیتال، استریم        | —                    | ۱۷                   | —                    | —                    | —                    | —                    | ۳۰                   | - آرام‌ان‌زی: پلاتین               |
| +–=÷× (Tour Collection) | - انتشار: ۲۷ سپتامبر ۲۰۲۴ - ناشر: آتلانتیک، اسایلم - فرمت: سی‌دی، دانلود دیجیتال، وینیل، استریم | ۱                    | ۴                    | ۱۱                   | ۷                    | ۵                    | ۳                    | ۱۷                   | - بی‌پی‌آی: طلا - آرام‌ان‌زی: پلاتین |

## آلبوم‌های چندآهنگه
| The Orange Room                                                               | - انتشار: ۱ ژانویه ۲۰۰۵ - ناشر: None (ناشر–مؤلف) - فرمت: سی‌دی، دانلود دیجیتال          | —   | —  | —  |                |
| Ed Sheeran                                                                    | - انتشار: ۲۲ مارس ۲۰۰۶ - ناشر: None (ناشر–مؤلف) - فرمت: سی‌دی، دانلود دیجیتال           | —   | —  | —  |                |
| Want Some?                                                                    | - انتشار: ۲۹ ژوئن ۲۰۰۷ - ناشر: None (ناشر–مؤلف) - فرمت: سی‌دی، دانلود دیجیتال           | —   | —  | —  |                |
| You Need Me                                                                   | - انتشار: ۲ نوامبر ۲۰۰۹ - ناشر: None (ناشر–مؤلف) - فرمت: سی‌دی، دانلود دیجیتال          | ۱۴۲ | —  | —  |                |
| Loose Change                                                                  | - انتشار: ۷ فوریه ۲۰۱۰ - ناشر: None (ناشر–مؤلف) - فرمت: سی‌دی، دانلود دیجیتال           | ۹۰  | ۸۳ | ۳۹ | - بی‌پی‌آی: طلا  |
| Songs I Wrote with Amy                                                        | - انتشار: ۱۸ آوریل ۲۰۱۰ - ناشر: None (ناشر–مؤلف) - فرمت: سی‌دی، دانلود دیجیتال          | ۱۹۹ | —  | —  |                |
| Live at the Bedford                                                           | - انتشار: ۱۵ نوامبر ۲۰۱۰ - ناشر: None (ناشر–مؤلف) - فرمت: سی‌دی، دانلود دیجیتال، دی‌وی‌دی | —   | —  | —  |                |
| Spotify Session                                                               | - انتشار: ۲۰۱۱ - ناشر: الکترا - فرمت: دانلود دیجیتال، استریم                           | —   | —  | —  |                |
| No. 5 Collaborations Project                                                  | - انتشار: ۹ ژانویه ۲۰۱۱ - ناشر: None (ناشر–مؤلف) - فرمت: سی‌دی، دانلود دیجیتال          | ۴۶  | —  | —  | - بی‌پی‌آی: نقره |
| One Take                                                                      | - انتشار: ۷ آوریل ۲۰۱۱ - ناشر: آتلانتیک - فرمت: دانلود دیجیتال                         | —   | —  | —  |                |
| iTunes Festival: London 2011                                                  | - انتشار: ۱۱ ژوئیه ۲۰۱۱ - ناشر: آتلانتیک - فرمت: دانلود دیجیتال                        | ۱۷۷ | —  | —  |                |
| Thank You                                                                     | - انتشار: ۱۸ سپتامبر ۲۰۱۱ - ناشر: آتلانتیک - فرمت: دانلود دیجیتال                      | —   | —  | —  |                |
| The Slumdon Bridge (with Yelawolf)                                            | - انتشار: ۱۴ فوریه ۲۰۱۲ - ناشر: آتلانتیک - فرمت: دانلود دیجیتال                        | —   | —  | —  |                |
| iTunes Festival: London 2012                                                  | - انتشار: ۱۵ سپتامبر ۲۰۱۲ - ناشر: آتلانتیک - فرمت: دانلود دیجیتال                      | ۱۹۱ | —  | —  |                |
| Live and in Session                                                           | - انتشار: ۱۱ اوت ۲۰۱۴ - ناشر: آتلانتیک - فرمت: دانلود دیجیتال، استریم                  | —   | —  | —  |                |
| Deezer Session                                                                | - انتشار: ۱۸ اوت ۲۰۱۴ - ناشر: آتلانتیک - فرمت: استریم                                  | —   | —  | —  |                |
| Spotify Singles                                                               | - انتشار: ۷ ژوئن ۲۰۱۷ - ناشر: آتلانتیک - فرمت: استریم                                  | —   | —  | —  |                |
| نشانهٔ «—» مواردی را نشان می‌دهد که در آن کشور منتشر نشده یا به جدول نرسیده‌اند. |                                                                                        |     |    |    |                |